# Kumi Nakada
Kumi Nakada (jap. 中田 久美 Nakada Kumi; ur. 3 września 1965 w Nerimie w Tokio) – japońska siatkarka, reprezentantka kraju, grająca na pozycji rozgrywającego. 

## Kariera sportowa
W 1984 roku zdobyła brązowy medal Igrzysk Olimpijskich rozgrywanych w Los Angeles oraz dwukrotnie srebrny medal Igrzysk Azjatyckich w 1982 roku oraz 1986 roku. W 1992 roku pełniła funkcję chorążego reprezentacji Japonii podczas ceremonii otwarcia Letnich Igrzyskach Olimpijskich w Barcelonie.
W 1996 roku zakończyła siatkarską karierę i została asystentką trenera w klubie Hitachi Belle, a w 2011 roku trenerką w Hisamitsu Springs.